# RIM-50 Typhon LR
Бендикс RIM-50 Тифон LR (англ. Bendix RIM-50 Typhon Long Range, первоначально обозначалась SAM-N-8) — американский зенитно-ракетный комплекс, класса «корабль — воздух» большой дальности. Разрабатывался с 1958 года американской компанией «Бендикс» по заказу ВМС США как часть боевой системы «Тифон». Целью работ было создание многоканального зенитного комплекса, в состав которого входили РЛС AN/SPG-59 с фазированной антенной решёткой, мейнфреймы, а также пусковые установки для зенитных ракет большой и средней дальности. RIM-50 Typhon LR должен был заменить ЗРК большой дальности RIM-8 Talos. Испытания системы начались в 1961 году на борту судна «Нортон Саунд». В процессе испытаний выявилось большое количество технических проблем, что в сочетании в очень высокой стоимостью системы привело к закрытию программы в 1963 году. Вместо этого американский флот предпочёл развивать ЗУР семейства «Стандарт».
Вариантом этого комплекса был ЗРК средней дальности RIM-55 Typhon MR.

## Тактико-технические характеристики
- Количество ступеней: 2
  - ДУ 1-й ступени (ускоритель): РДТТ
  - ДУ 2-й ступени (маршевый): ПВРД Bendix
- Масса 1-й ступени (ускоритель): 870 кг
- Масса 2-й ступени (ракета): 770 кг
- Длина 1-й ступени (ускоритель): 3,7 м
- Длина 2-й ступени (ракета): 4,7 м
- Диаметр ракеты: 0,41 м
- Диаметр ускорителя: 0,47 м
- Размах крыла ракеты: 1,02 м
- Размах крыла ускорителя: 1,57 м
- Скорость полёта: 4 М
- Дальность: 370 км (5,5-200 км[1])
- Досягаемость по высоте: 29 км
- Боевая часть:
  - осколочно-фугасная — 68 кг
  - ядерная — W60[англ.]
- Взрыватель: дистанционный